# Curius dentatus
Curius dentatus  (лат.) — вид тропических жуков-усачей рода Curius из подсемейства Cerambycinae. Северная  Америка: США.

## Описание
Мелкие жуки с узким телом и длинными усами; коричневого цвета. Длина тела от 5,5 до 10 мм (ширина от 1 до 2 мм). От близких видов отличается окраской дистальной части бёдер, которые темнее базальной половины. Третий членик усиков отчётливо длиннее скапуса. Глаза грубо фацетированные. Мандибулы мелкие, заострённые.
Вид был впервые выделен в 1840 году английским энтомологом и ботаником Эдвардом Ньюманом (Edward Newman; 13.V.1801 — 12.VI.1876).